# 帝國國庫券
帝國國庫券（德文：Reichskassenscheine）是德國帝國國庫局（Reichsschuldenverwaltung）所發行的紙幣。這並不是正式的法定貨幣，並且不為私人所接受。然而，他的面值卻為許多國家機構所接受，在柏林，帝國國庫券被擔保與黃金同價。

## 沿革

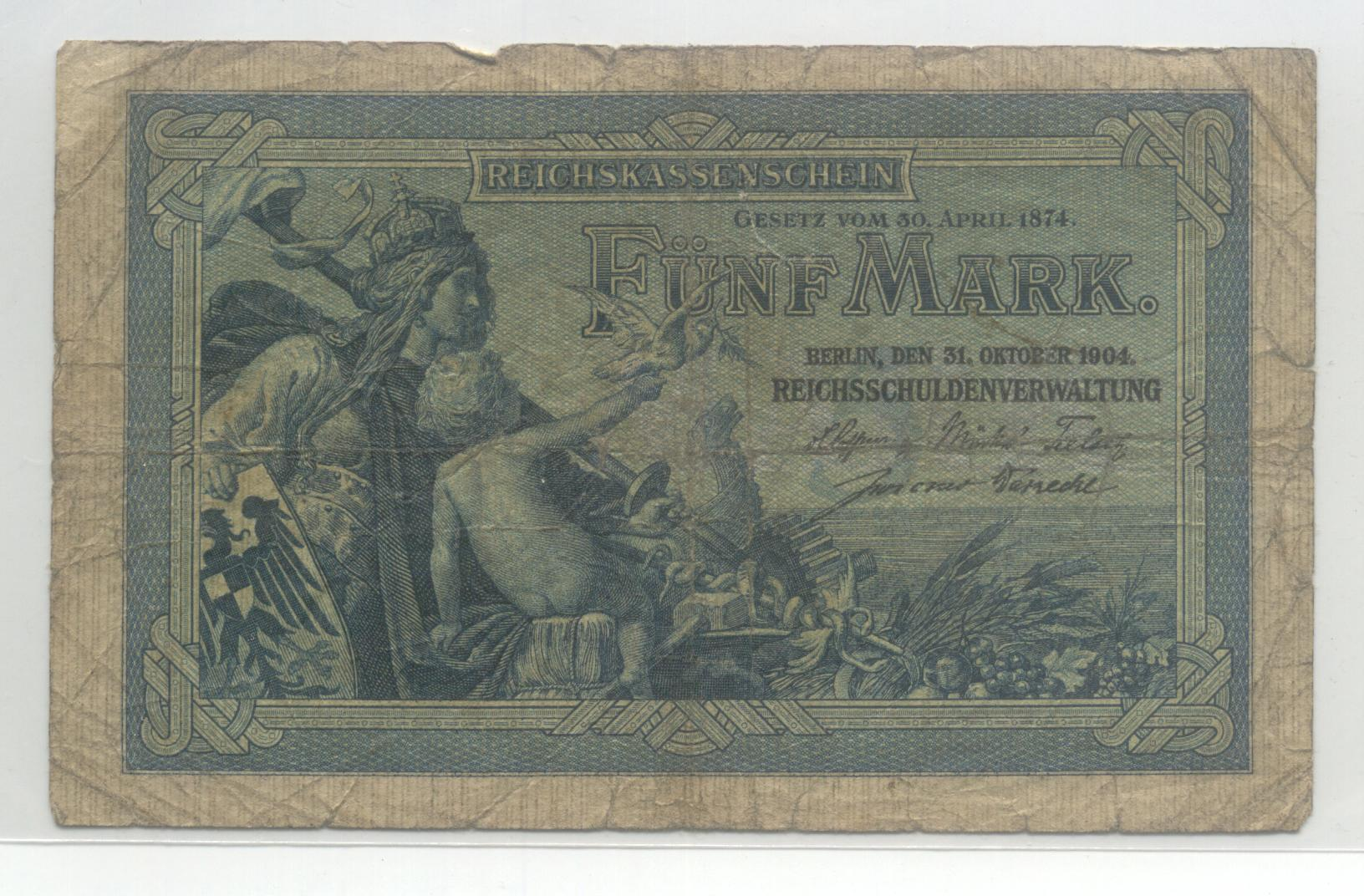
1904年的德意志帝國國庫券五馬克

直到1906年帝國銀行（Reichsbank）還只發行一百馬克或以上面額的紙幣。所以帝國國庫券得以發行5馬克、20馬克與50馬克，以滿足市場流通貨幣。1906年之後，帝國銀行開始發行20馬克與50馬克，帝國國庫券只剩下5馬克與10馬克可發行。最初，帝國國庫券的發行額限定於1億2000萬馬克。在1871年德國統一的當下，全國通貨分裂於22個國家銀行手中，帝國內充斥著各式地方通貨，包括塔勒（Taler）、黃金券（Gulden）等，這些將來均需統一於新式的德國馬克之中。這些舊鈔的回收，讓德國馬克發行增至1億7500萬馬克。在1890年，透過政府盈餘，開始可以處理這些溢額外的發行。
1913年，為著軍事財政支出的需要，帝國國庫券再度被允許增倍發行。1915年，在第一次世界大戰中，發行限制上漲至3億6000萬馬克。最後兩款的帝國國庫券即是1904年版的5馬克與1906年版的10馬克，這兩款鈔券一直使用到第一次世界大戰後。

### 1904年帝國國庫券五馬克
- 鈔券介紹：鈔券長寬為12.5cm x 8cm；設計者：Alexander Zick。鈔券正面有女神日耳曼尼亞（Germania）帶著皇冠，手持劍與盾，盾上有著象徵著德意志的老鷹。女神面向著大海，象徵著德國對於海外殖民地的渴望。出現在畫面下方的，分別代表了商業、工業與農業的船隻貨物、齒輪鐵鉆與農作物。女神前的小孩正放出銜有棕梠葉的和平鴿，外框有編織狀紋飾，典雅莊重。

- 正面文字：德文：Reichskassenschein, Gesetz vom 30. April, 1874. Fünf mark, Berlin, den 31, Oktober 1904. Reichsschuldenverwaltung.（中文：帝國財政券，按1874年頒佈的法律，五馬克，柏林，十月三十一日，1904年，國家財政管理處）

- 鈔券背面：與鈔券正面圖案十分不搭配的，是一條守護寶藏的惡龍，左上方有偽造警語：Wer Reichskassenscheine nachmacht oder versauscht oder nachgemachte oder versauschte sich verschass und im Verkehr bringt , wird mit Zuchthaus nicht unter zwei Jahren bestrast.中文：不論變造或偽造，或試圖偽造，或協助流通偽造此帝國國庫券者，均處最少二年以上有期徒刑。背面下方為帝國國庫局的關防印。

- 仿偽介紹：鈔券正面網狀底紋有淺白色隱藏字母「MARK」與「5」。鈔券背面底紋有連續調隱藏字「F」與「5」，周圍有內外兩圈連續文字環繞，內圈為「FÜNF MARK」，外圈為「REICHSKASSENSCHEIN」。

## 退場
1923年五月，在大通貨膨脹（hype-inflation）的年代，紙幣面額隨便一張都是百萬馬克，這兩款鈔券均徹底失去了他們的價值。隨著金馬克的作廢，帝國國庫券在1925年的六月六日正式被官方廢除其價值。